# Talthybia depressa
Talthybia depressa är en spindelart som beskrevs av Tamerlan Thorell 1898. Talthybia depressa ingår i släktet Talthybia och familjen hjulspindlar.
Artens utbredningsområde är Myanmar. Inga underarter finns listade i Catalogue of Life.